# Seminole County (Florida)
Seminole County is een county in de Amerikaanse staat Florida.
De county heeft een landoppervlakte van 798 km² en telt 365.196 inwoners (volkstelling 2000). De hoofdplaats is Sanford.